# 英雄三國志
《英雄三國志》為韓國TV朝鮮的歷史綜藝節目，由鄭亨敦、徐章勳等人共同主持。節目製作組將邀請日本、韓國、中國三國的歷史代表，於節目中進行討論；製作組希望透過節目能讓三國之間歷史更為清楚，同時追求三國和平。

## 固定嘉賓

### 日本代表
- 武田裕光（日语：武田裕光）（韓劇中的日本專業演員）
- 吉方日
- 小百合（朝鲜语：후지타 사유리）

### 韓國代表
- 沈龍煥（韓國歷史界的新星）
- 金應洙

### 中國代表
- 張玉安（在韓國活動的中華人民共和國籍藝人）
- 李姚
- 南征
- 曹璐

## 各集內容
| 集數 | 播放日期      | 討論主題                                                      |
| ---- | ------------- | ------------------------------------------------------------- |
| 1    | 2017年7月7日  | 前所未闻的恶女（ 張禧嬪、 中国慈禧太后、 日本日野富子）。     |
| 2    | 2017年7月14日 | 各国的战争英雄（ 李舜臣、 中国岳飞、 日本织田信长）。         |
| 3    | 2017年7月21日 | 造王者（ 韩明浍、 中国姜太公、 日本中臣镰足）。               |
| 4    | 2017年7月28日 | 末代皇帝（ 朝鲜高宗、 中国溥仪、 日本德川庆喜）。             |
| 5    | 2017年8月4日  | 开辟新时代的第一任王（ 李成桂、 中国秦始皇、 日本桓武天皇）。 |
| 6    | 2017年8月11日 | 历史上最坏的野蛮王（ 燕山君、 中国隋炀帝、 日本德川纲吉）。   |
| 7    | 2017年8月18日 | 不幸的公主（ 德惠翁主、 中国荣寿公主、 日本李方子）。         |
| 8    | 2017年8月25日 | 有錢的英雄（ 崔富者、 中国伍秉鑒、 日本小林一三）。           |

## 收視率
| 集數 | 播出日期   | AGB付費平台收視率 | AGB付費平台收視率 | 排行     | 排行     | TNmS 全國收視率 |
| 集數 | 播出日期   | 大韓民國（全國）  | 首（首都圈）      | 所有節目 | 綜藝節目 | TNmS 全國收視率 |
| ---- | ---------- | ----------------- | ----------------- | -------- | -------- | --------------- |
| 1    | 2017/07/07 | 1.137%            |                   |          |          | 1.0%            |